# Ginga.ar

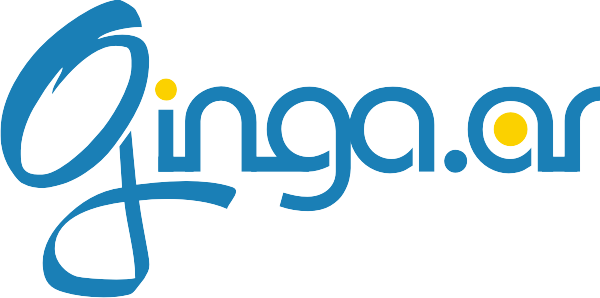
Logotipo de Ginga.ar

Ginga.ar es una implementación del estándar ginga-ncl, desarrollada por el equipo de TV Digital de LIFIA, Laboratorio de Investigación y Formación en Informática Avanzada de la Universidad Nacional de La Plata; a partir de la implementación de referencia desarrollada por el Telemidia Lab de la PUC de Río de Janeiro (Brasil).
Ginga.ar fue portado a diferentes plataformas como decodificadores con diferentes chipsets y PC (Linux y Windows), principalmente como parte del proyecto de Televisión Digital Abierta.
Ginga.ar es software libre, actualmente licenciado como GPLv2. Ginga.ar es la única implementación libre de Ginga
con calidad industrial tal que permite que el mismo sea embebido en dispositivos con muy bajos recursos de hardware.
La empresa de electrónica Philips integró en sus televisores para Argentina la versión local de Ginga en un trabajo conjunto con la empresa satelital estatal Arsat y el Lifia. Fue el primer fabricante de TVs en utilizar para sus productos este nuevo sistema operativo. La idea era poder visualizar información relacionada al programa en curso, por ejemoplo durante un partido de fútbol, el televidente podría optar por ver la tabla de goleadores, o el promedio del descenso, simplemente presionando los botones de colores del control remoto correspondiente. No obstante sus posibilidades, el desarrollo no alcanzó el despliegue suficiente y desde 2015 en adelante el tema quedó opacado por los aparatos con Android TV.